# Supervenus
Supervenus, es un cortometraje francés realizado por Fréderic Doazan, producido por Nicolás Schmerkin y Fréderic Doazan, fue presentado en 1 de febrero de 2014.

## Reseña
«Supervenus» el corto dirigido por el francés Fréderic Doazan nos invita a reflexionar sobre los cánones de belleza de la mujer. Un cirujano plástico va a operar la clásica anatomía femenina.
Fue presentado en el Festival de cortometrajes de Bruselas, Bélgica.
En 2014, el corto fue galardonado con los Premios Giffoni y el premio Semana Filmes Cortos de Regensburg.